# Utricularia circumvoluta
Utricularia circumvoluta — вид рослин із родини пухирникових (Lentibulariaceae).

## Біоморфологічна характеристика
Квітконіжка червонувата; чашечка тьмяно-оливкова з жовтуватими жилками; віночок блідо-жовтий, трохи темніший на «горбику» нижньої губи і шпорці майже білого кольору; чашечка при плодах стає червонуватою, тримається +/- вертикально.

## Середовище проживання
Цей вид є ендеміком півночі Австралії (Північна територія, Квінсленд, Західна Австралія).
Населяє сезонно затоплювані поля й осокові болота.

## Використання
Цей вид культивується невеликою кількістю ентузіастів роду, комерційна торгівля незначна.